# Émile Clapeyron
Benoît Paul Émile Clapeyron (Parigi, 26 gennaio 1799 – Parigi, 28 gennaio 1864) è stato un ingegnere e fisico francese, pioniere della ferrovia.

## Biografia
Émile Clapeyron è un allievo del Collège de Juilly (1808-1814), poi studia all'École polytechnique fino al 1818 e all'École nationale supérieure des mines fino al 1820. Il 20 settembre 1821 diventa ingegnere minerario del Corpo reale delle miniere. Nel 1820 parte per San Pietroburgo con l'amico e collega Gabriel Lamé per formare gli allievi della locale Scuola dei trasporti, creata dal compatriota Augustin Bétancourt nel 1809. Il governo zarista affida ai due la concezione di ponti sospesi ma, a causa della rivoluzione di luglio in Francia, i rapporti tra il governo russo e quello francese si aggravano e i due ingegneri sono costretti a ritornare in Francia.
Tornato in Francia nel 1830, si interessa presto dei sistemi ferroviari e diventa uno dei principali promotori della Compagnia ferroviaria di Parigi-Saint-Germain dei fratelli Pereire. Nel 1836 progetta, assieme a Flachat, Lamé e Mony, tutti Sansimoniti, la linea passeggeri Parigi-Le Pecq. Dal 1837 lavora ai progetti per le linee ferroviarie della Francia settentrionale e, a partire dal 1852, alla costruzione delle linee della Francia del sud, grazie alle sue considerazioni sull'elasticità fa fare dei progressi ai calcoli per le travi e le volte dei ponti. Costruì anche un motore che sfruttava il meccanismo di distensione del vapore.
Assieme a Lamé, Clapeyron scrive nel 1833 delle Memorie sull'equilibrio interno dei solidi omogenei, destinato all'Accademia delle scienze di Parigi, di cui Louis Poinsot è il relatore. È in questo testo che appare per la prima volta la nozione di ellissoide di tensione. Più tardi si interessò principalmente di termodinamica, allora nascente. Lascia il suo nome all'equazione di Clapeyron (o di Clausius-Clapeyron), che fornisce il calore latente dei cambiamenti di stato dei corpi puri, e a un diagramma termodinamico (con coordinate p,V). Insegna anche all'École nationale des ponts et chaussées dal 1844 e viene eletto membro dell'Académie des sciences nel 1858. Sposò Mélanie Bazaine Vasseur, sorella del maresciallo di Francia François Achille Bazaine e dell'ingegnere Pierre-Dominique Bazaine.

## Opere
- con Gabriel Lamé, Stéphane Flachat, Vues politiques et pratiques sur les travaux publics en France, editore Éverat, Parigi, 1832 consulta
- Notice : Les Travaux, imprimerie Mallet-Bachelier, Parigi, 1858[3]
- Mémoire sur la puissance motrice de la chaleur, riproduzione in fac-simile, J. Gabay, Sceaux, 2006 ISBN 978-2-87647-283-9.

## Omaggi
- Il suo nome è scritto sulla Torre Eiffel.
- Una strada dell'VIII arrondissement di Parigi porta il suo nome.